# Escritura del Indo
El término escritura del Indo ―también llamado idioma protoíndico― se refiere a breves secuencias agrupadas de símbolos vinculados con la cultura del valle del Indo.

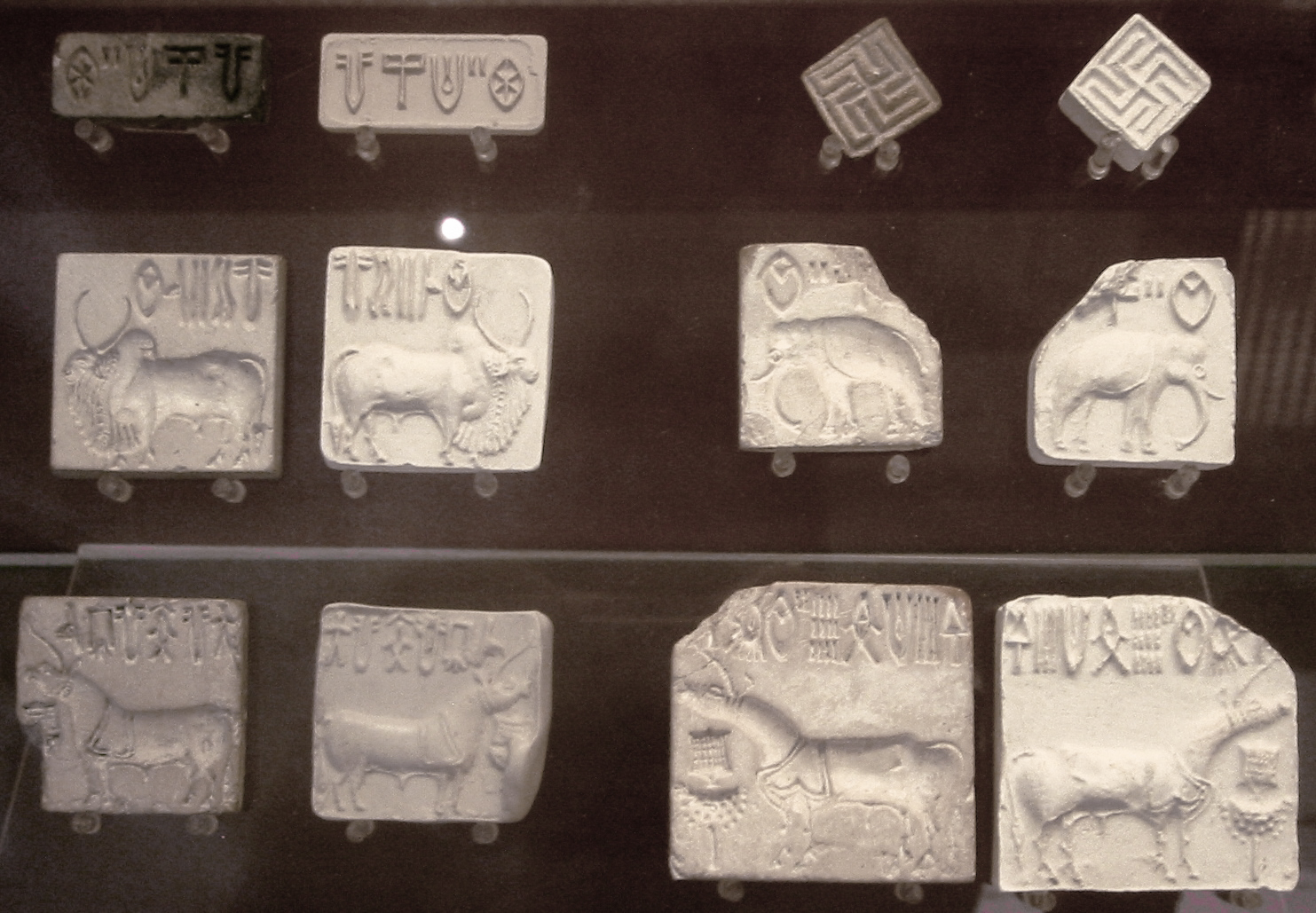
Sellos con caracteres en la escritura del Indo, actualmente en poder del Museo Británico.

Lista completa de l'Escritura del Indo.

Según se estima, dicha civilización de rasgos urbanos floreció buena parte del III milenio (2600 a 2500 a. C.) y se extinguió aproximadamente a mediados del II milenio (1800 a 1500 a. C.). No obstante, debido a nuevas excavaciones arqueológicas que se están llevando a cabo en la región, los límites temporales forzosamente estarán bajo debate considerando el nuevo material de interés que pueda surgir. Los yacimientos protohistóricos más importantes emparentados con la supuesta escritura son, Harappa y Mohenjo-daro.
Por ahora, el conjunto de signos y símbolos que poseían los habitantes de esos centros, no suele aparecer inciso sobre paredes, lápidas de tumbas, estatuillas, tablillas de arcilla, papiro o códigos como en otros tipos conocidos de sistemas de escritura, sino que viene grabado principalmente en lajas ―piedras lisas― de forma cuadrada y rectangular, llamados por los expertos «sellos» (seals en inglés). También se ha encontrado sobre otros materiales imperecederos, como por ejemplo en vasijas o fragmentos de vasijas de cerámica, tablillas de cobre, utensilios variados de bronce y sobre varas de marfil y de hueso. Las piedras lisas que llevan inscripciones se destacan por su estilo particular de incisión y su apariencia exquisita.

## Características de la escritura del Valle del Indo
- Los objetos descubiertos en el curso de los años muestran un número reducido de símbolos en su superficie. El promedio de los signos grabados es de cuatro o cinco. De manera similar, el documento que registra 'la inscripción' más larga comprende 17 signos no repetitivos, conocido alfabético

como M-314 o 26 signos, i. e., M-494 (Parpola, 1994). Esa conspicua brevedad de signos sobre 'los sellos' ha dado origen a hipótesis diferentes respecto a su función. Es posible que contuvieran nombres personales, títulos profesionales, administrativos o de propiedad o bien podían haber servido de documentos de identidad, tarjetas de intercambio, amuletos u objetos votivos.
- En muchas lajas aparecen estampadas figuritas de animales identificables como cebúes,[7] búfalos,[8] rinocerontes,[9] tigres,[10] elefantes[11] y asimismo ciertas criaturas fantásticas como unicornios[12] o seres tricefálicos.[13] Por algún motivo, no aparecen animales típicos del escenario campestre y salvaje hindú, tales como cobras, pavos reales, vacas lecheras, camellos, monos y asnos. Hasta que no se obtengan más datos sobre esa cultura, no se puede decir con precisión si las lajas servían para catalogar animales y por qué se observa la presencia de determinados animales, mientras se da la ausencia de otros.
- Los objetos incisos no vienen acompañados de otro código de símbolos o de otra forma de escritura paralela para que los expertos especulen acerca de textos bilingües.
- La dirección de la escritura parece ser de derecha a izquierda.
- El número de signos, conforme numerosos autores, puede variar de 50 a más de 500 dependiendo de la manera de identificarlos y contarlos. Con eso se intenta decir que aún hay polémica en cuanto a las ligeras modificaciones o combinaciones de los signos básicos, técnicamente llamados alógrafos.[14]
- Hasta el día de hoy se han recuperado más de 4000 artefactos incisos.

Sin embargo, en vista de nuevas evidencias, se espera que las afirmaciones de arriba sean descartables y/o mejorables.

## Los mayores obstáculos al desciframiento
Los siguientes factores son considerados como los mayores obstáculos a la comprensión y al desciframiento de dicha escritura:
- La escritura del Indo desapareció hace mucho tiempo, lo cual dificulta aún más la identificación de la lengua de sustrato o de la familia de lenguas a la que pertenece. En el caso de que fuera una lengua aislada, sería casi imposible llegar al codiciado desciframiento.
- La longitud media de las inscripciones es de menos de cinco signos.
- La falta de textos bilingües va a ocasionar más dudas y más investigación de naturaleza intuitiva.
- No hay una segmentación final de los minitextos que sea aceptada por todos los expertos. Más allá de las especulaciones personales, la sintaxis y la morfología de dicha lengua resultarán por tanto oscuras.
- Tampoco hay acuerdo respecto a un número fijo de signos que componen la escritura.

## Intentos de desciframiento
A lo largo de los años se ha intentado numerosas veces descifrar la escritura en cuestión (el profesor Gregory Possehl habla de más de 60 intentos, mientras el autor hindú Iravatham Mahadevan menciona más de 100 intentos), pero ninguna de las propuestas ha sido recibida con júbilo por la comunidad científica. Las reprensiones ásperas, ligeras o el mero silencio han sido constantes entre los autores respecto a lo propuesto y enunciado.
Algunos de los estudiosos que han abogado primero por un entendimiento y luego por un posible desciframiento han sido:
- En 1877, Alexander Cunningham pensó que la escritura era el arquetipo de escritura brahmi usada en la época del emperador Aśoka.

- En 1982, S. R. Rao ―en su libro The Decipherment of the Indus Script (‘el desciframiento de la escritura del Indo’)― se ofrece a comentar que la lengua de sustrato tiene que ser el sánscrito védico, o sea una forma temprana del sánscrito (que es un idioma indoeuropeo empleada en los textos védicos). Además, opina que muchos de los signos son compuestos y que hay un conjunto básico de signos simples, a partir de los cuales se han formado los compuestos.

- En 1932, Flinders Petrie era de la opinión de que la escritura del Indo funcionaba como los jeroglíficos egipcios, aunque no se ofreció a sugerir que los idiomas subyacentes estuvieran genéticamente emparentados.

- En 1974, J. V. Kinnier Wilson ―en su libro Indo-Sumerian: A New Approach to the Problems of the Indus Script (‘el indo-sumerio: un nuevo acercamiento a los problemas de la escritura del Indo’)― intentó establecer un vínculo entre la cultura del valle del Indo y la civilización sumeria. El autor consideró que ambas culturas eran ramas del mismo tronco étnico, aunque por otro lado se ha confirmado que epigráficamente no hay pruebas de conexión entre ellas. Su metodología se basaba en la comparación de las formas externas de signos de ambas civilizaciones. Esa manera de dilucidar el problema es similar a la de Guillaume de Hevesy, quien vio una semejanza sorprendente entre los símbolos del valle del Indo y los glifos rongo rongo de la Isla de Pascua, alegando su origen común.

- En 1992, Walter Fairservis Jr. ―en su libro The Harappan Civilization and its Writing: A Model for the Decipherment of the Indus Script (‘la civilización de Harappa y su escritura: un modelo de desciframiento de la escritura del Indo’)― analizó la forma de los signos y seleccionó palabras procedentes de un idioma drávido para que se adaptaran al icono escogido. Al final, el autor determinó el significado del símbolo particular tomando por referencia el drávido. Entre las lenguas de la familia drávida, se pueden citar, entre otras, el támil antiguo, el télugu, el malayam y el kannada.

- Yuri Knorozov ―uno de los responsables principales del desciframiento de los glifos mayas― y sus colaboradores rusos realizaron un análisis distributivo de los signos y hallaron que la estructura indicaba una lengua de naturaleza sufijante y aglutinativa, como el turco o el japonés de hoy. De ese modo, según ellos, el candidato más probable en ese contexto sería una lengua del tronco drávido.

- Otros investigadores de peso que han apostado por el drávido como lengua de sustrato son el profesor finlandés Asko Parpola, que ha editado el corpus de inscripciones en varios tomos, creyendo que los símbolos reflejan una escritura logo-silábica[15] y el hindú Iravatham Mahadevan.[16]

- Finalmente, hay que decir que si los signos fueran exclusivamente pictogramas o logogramas, existiría la alternativa de que no contuvieran información alguna sobre la lengua hablada por los antiquísimos escribas, ya que no se los podría definir una escritura en el sentido más restringido de la palabra. En un artículo publicado en línea en 2004, un trío de estudiosos estadounidenses, Steve Farmer, Richard Sproat y Michael Witzel,[17] basado en análisis comparativos, estructurales y de frecuencia de los signos, han favorecido la idea de que la escritura del Indo no estaba asociada a un definido lenguaje oral. Careciendo, por tanto, de valores fonéticos, tendría un estatus meramente emblemático, lo que por otra parte explicaría la extrema brevedad del material gráfico inciso. Los sellos, según ellos, parecen ser artefactos producidos en masa, destinados a ser utilizados en rituales comunitarios y llevarían encima símbolos religiosos y de sacrificio.